# Gaffelkors

Gaffelkors

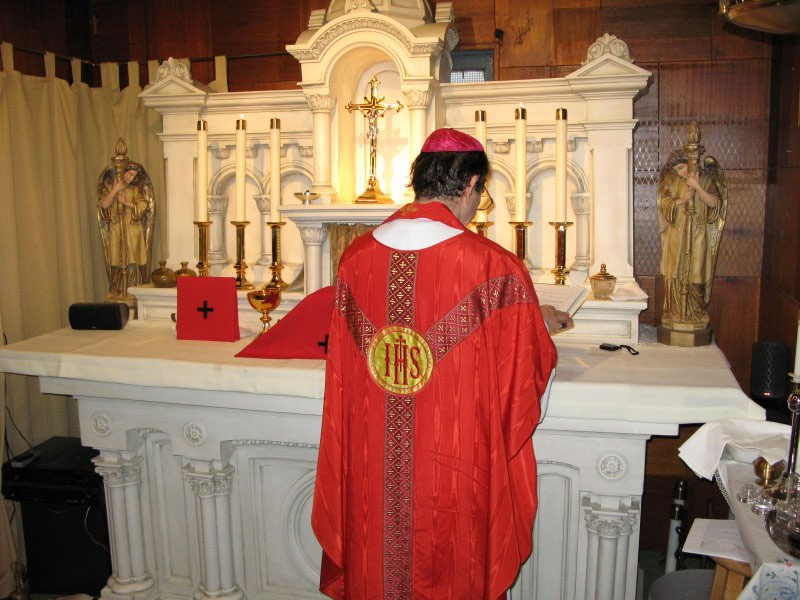
Mässhakekors.

Gaffelkors, grenkors, ypsilonkors, rövarkors, pythagoreiskt kors, kallas ett kors som är format som bokstaven Y. 
Pythagoréerna såg korstypen som en symbol, där mittenstolpen representerar livets väg, och de båda armarna det onda och det goda. Gaffelkorset har förekommit på framställningar av Jesu korsfästelse sedan omkring 1000-talet, men framför allt som de kors som rövarna (Dismas och Gestas) vid sidan av Jesu korsfästes på. Gaffelkorset kom senare under medeltiden ofta att symbolisera treenigheten. 
Det förekommer två huvudvarianter av korset. Den ena varianten är helt Y-formad, medan den övre delen av den vertikala stolpen i den andra varianten löper lika långt upp som armarna. Den andra varianten brukas på mässhakar och kallas mässhakekors.